# Seč (ort i Tjeckien, Plzeň)
Seč är en ort i Tjeckien.   Den ligger i regionen Plzeň, i den västra delen av landet, 90 km sydväst om huvudstaden Prag. Seč ligger 404 meter över havet och antalet invånare är 277.
Terrängen runt Seč är platt åt nordväst, men åt sydost är den kuperad. Seč ligger nere i en dal. Runt Seč är det ganska tätbefolkat, med 100 invånare per kvadratkilometer. Närmaste större samhälle är Plzeň, 19,9 km nordväst om Seč. Trakten runt Seč består till största delen av jordbruksmark.